# Secure Scuttlebutt
 (juin 2024).
Si vous disposez d'ouvrages ou d'articles de référence ou si vous connaissez des sites web de qualité traitant du thème abordé ici, merci de compléter l'article en donnant les références utiles à sa vérifiabilité et en les liant à la section « Notes et références ».
Secure Scuttlebutt, (aussi appelé SSB, ou juste Scuttlebutt) est un protocole de communication pair-à-pair. Chaque utilisateur héberge son propre contenu, ainsi que le contenu des pairs qu'il suit. Les messages sont signés numériquement et ajoutés à la liste des messages publiés par l'auteur.

## Histoire
Scuttlebutt a été créé par Dominic Tarr en 2014 alors qu'il vivait sur un bateau, et avait donc une connexion internet intermittente (principalement la connexion Wi-Fi des zones portuaires), ce qui l'empêchait d'avoir une expérience satisfaisante avec les réseaux sociaux les plus utilisés alors, qui nécessitaient une connexion internet permanente pour télécharger et consulter du contenu.